# 康皮阿克
康皮阿克（法語：Campuac，法語發音：[kɑ̃pɥak]）是法国阿韦龙省的一个市镇，属于罗德兹区。

## 地理
康皮阿克（44°34'8"N, 2°35'25"E）面积19.19 平方千米，位于法国奧克西塔尼大區阿韦龙省，该省份为法国南部内陆省份，位于法國中央高原南部，北起顺时针与康塔爾省、洛泽尔省、加尔省、埃罗省、塔恩省、塔恩-加龙省和洛特省接壤。
与康皮阿克接壤的市镇（或旧市镇、城区）包括：埃斯佩拉克、戈利纳克、圣费利德吕内、塞布拉扎克、维勒孔塔勒。

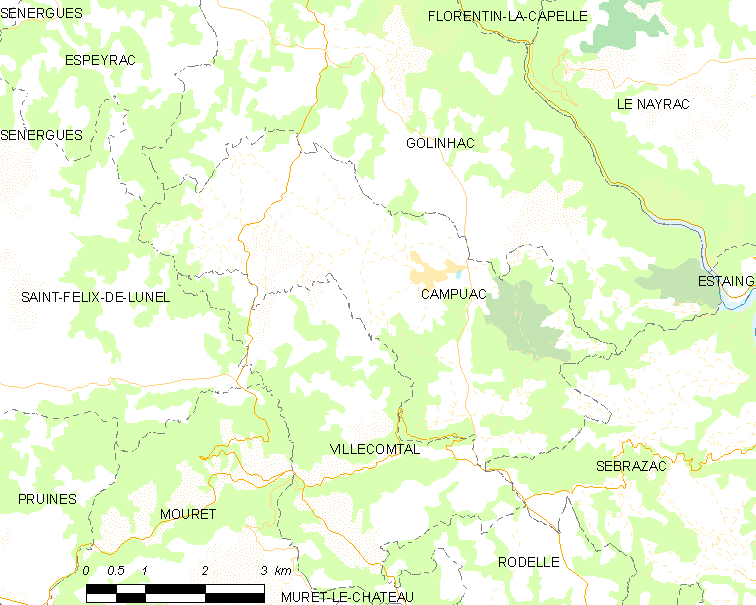
康皮阿克的OSM定位图

康皮阿克的时区为UTC+01:00、UTC+02:00（夏令时）。

## 行政
康皮阿克的邮政编码为12580，INSEE市镇编码为12049。

## 政治
康皮阿克所属的省级选区为洛特-特吕耶尔县。

## 人口

1962-2008年间康皮阿克人口变化图示

康皮阿克于2022年1月1日时的人口数量为452人。